# Вітольд Фріман
Вітольд Фріман (пол. Witold Friemann; 20 серпня 1889, Конін — 22 березня 1977, Ляскі) — польський піаніст, композитор, диригент і педагог.

## Біографія
Початкову музичну освіту здобув у Павла Ромашки (фортепіано) та Марка Завірського (теорія). Потім, до 1909 року, навчався в Варшавському інституті музики у Зигмунта Носковского, Романа Статковського (композиція та інструментування), Олександра Михайловського (фортепіано) і, ймовірно, Петра Машіньского. У 1909—1913 роках жив у Лейпцигу і Майнінгені, де навчався у Макса Регера (композиція) і Йозефа Пембаура (молодшого) (фортепіано). Шлях Фрімана як піаніста, що почався вдалим виступом в 1914 році, був перерваний війною, і він зміг відновити концертну діяльність тільки в 1921 році, у Львові, куди приїхав за рекомендацією Адольфа Хибінського.
До 1929 викладав фортепіано у Львівській консерваторії Польського музичного товариства . До цього часу він стає відомий і як композитор, перш за все завдяки пісням (їх любила включати в програми своїх виступів в тому числі Ада Сарі) і творам для фортепіано, які сам часто виконував на концертах.
У 1929 році Фріман переїхав до Катовиць, де його стараннями була відкрита консерваторія, якою він керував до 1934 року. На цій посаді його замінив Фаустин Кульчицький. При ній же з ініціативи Фрімана була створена єдина в Польщі Військова школа музики (Wojskowa Szkoła Muzyczna).
У 1933 році він переїхав до Варшави, де працював на Польському радіо, спочатку як «контролер музики» (kontroler muzyki) потім як «референт класичної музики» (referent muzyki poważnej).
Під час німецької окупації брав участь у таємних концертах.
З 1946 року протягом 17 років працював хоровим диригентом і викладачем фортепіано на заводі для сліпих в Лясках, де залишився жити і після виходу на пенсію.

## Нагороди
- Золотий Хрест Заслуги — двічі (1938, 1958)
- Орден Відродження Польщі (1960)
- Медаль Папи Павла VI
- Орден Міністерства культури і мистецтва II ступеня (1963), за фортепіанні та вокальні твори
- Почесний громадянин міста Конін (травень 1972)

## Твори
Композиторська спадщина Фрімана величезна: йому належить понад 350 творів (опусів). До кінця життя він дотримувався традицій пізнього романтизму, тому його музика стоїть осторонь від основних напрямків академічної музики XX століття.

### Сценічні твори
- «Гевонт» (Giewont), опера (1934)
- «Каїн» (Kain), опера (1952)
- «Кася» (Kasia), опера-казка (baśń operowa; 1955)
- «Василіск», варшавська легенда (Bazyliszek: legenda warszawska), водевіль (1958)

### Вокальні твори
- Псалом VIII для солістів, хору і оркестру; слова Яна Кохановського (1910)
- Псалом XXX для солістів, хору і оркестру; слова Яна Кохановського (1921)
- Псалом XC для хору; слова Яна Кохановського (1922)
- «Подгалянська сюїта» (Suita podhalańska) для баритона соло і струнного оркестру (1946/1950)
- «Польська народна містерія» (Polskie misterium ludowe) для солістів, змішаного хору і фортепіано; слова Марії Конопницької (1946)
- 4 «Мазовецьких сюїти» (4 suity mazowieckie) для солістів, змішаного хору і оркестру (1948-51)
- «З Варшави» (Spod Warszawy) для соліста, мішаного хору та оркестру (1949)
- «Тінь Шопена» (Cień Chopina) для баритона, фортепіано та оркестру; слова Казимєжа Пшерми-Тетмайра (1949)
- «Мазовецька рапсодія» (Rapsod mazowiecki) для соліста, мішаного хору та оркестру (1950)
- «Pacem in terris» (для змішаного хору і оркестру (1963)
- «Дивні очі» (Cudne oczy), друга версія, для сопрано (або тенора) і оркестру (1967)
- Літанія про єднання християн (Litania o zjednoczenie chrześcijan) для змішаного хору і оркестру (1969)
- Літанія про єднання людства (Litania o zjednoczenie ludzkości) для сопрано, тенора, баритона і баса, жіночого, чоловічого та мішаного хорів і оркестру (1969)
- «Дивні очі» (Cudne oczy), третя версія, для сопрано (або тенора) і оркестру (1970)
- «Рівний крок» (Równy krok) для змішаного хору і оркестру (1971)
- «Пісенька про Коніні» (Piosenka o Koninie) для змішаного хору a cappella (1971)
- «Дідахе» (Didache) для хору і фортепіано (1974)
- «Гімн для Польщі» (Hymn dla Polski) для хору і фортепіано (1976)

### Твори для оркестру
- «Конрад Валленрод» (Konrad Wallenrod), симфонічна поема (1908)
- «Інвокація» (Inwokacja) для 12 духових інструментів і литавр (1926)
- Похоронний марш (1928)
- Симфонія № 1 «Слов'янська» (Słowiańska; 1948)
- Симфонія № 2 «Мазовецька симфонієта» (Sinfonietta Mazowiecka; 1950)
- 2 «Селянських сюїти» (2 suity chłopskie; 1952)
- Симфонія № 3 (1953)
- «Мазовецька сюїта» (Suita mazowiecka; 1956)

### Концерти і концертні п'єси
- Фортепіанний концерт № 1 «Концерт-фантазія» (Koncert-fantazja; 1913)
- «Тінь Шопена» (Cień Chopina), фантазія для фортепіано з оркестром (1937)
- Віолончельний концерт (1950)
- Фортепіанний концерт № 2 (1951)
- Фортепіанний концерт № 3 (1952)
- Альтовий концерт № 1, тв. 175 (1952)
- Скрипковий концерт (1954)
- Фортепіанний концерт № 4 (1956)
- Концерт для кларнета з оркестром № 1 (1960)
- Гобойний концерт Concerto lirico (1961)
- Концерт для кларнета з оркестром № 2 (1961)
- Концерт для сопрано з оркестром (1961)
- Концерт для двох фортепіано соло (1962)
- Фортепіанний концерт № 5 Concerto impetuoso (1963)
- Флейтовий концерт (1963)
- Фаготовий концерт (1963)
- Концертіно для двох фортепіано соло (1963)
- Концерт для тенорового тромбона з оркестром № 1 Concerto eroico (1966)
- Концерт для валторни in F з оркестром (1966-68)
- Концерт для труби з оркестром (1967)
- Альтовий концерт № 2, для альта, струнного оркестру, литавр і тарілок (1968)
- Концерт для двох фаготів з оркестром (1968)
- Концерт для тенорового тромбона з оркестром № 2 (1969)
- Концерт для басового тромбона з оркестром (1969-70)
- Концерт для контрабаса з оркестром, тв. 329 (1970)
- «Чотири лицарських пісні» (Cztery pieśni rycerskie), концертино для альта і арфи з флейтою, гобоєм, кларнетом, 2 Фагот, контрафагот і ударними (1970)
- «Польські танці» (Tańce polskie) для кларнета з оркестром (1975)

### Твори для камерно-інструментального ансамблю
- Скрипкова соната № 1 «Польська» (Sonata polska; 1912)
- Елегія для віолончелі та фортепіано (1913)
- Ноктюрн для скрипки і фортепіано (1921)
- Романс для скрипки і фортепіано (1922)
- «Східна повість» (Opowieść wschodnia) для гобоя, скрипки, віолончелі та фортепіано (1931)
- Струнний квартет № 1 «Сілезька рапсодія» (Rapsod śląski; 1932)
- Прилади для віолончелі та фортепіано (1933)
- «Чотири лицарських пісні» (4 pieśni rycerskie), сюїта для альта і арфи або фортепіано (1935)
- Suita antica (для скрипки і фортепіано (1935)
- Альтова соната (1935)
- Мазурка для скрипки і фортепіано (1939)
- Оберек для скрипки і фортепіано (1939)
- 3 п'єси для альта і фортепіано (1940-47)
- Струнний квартет № 2 (1942)
- Фортепіанний квінтет № 1, з кларне том (1943)
- Скрипкова соната № 2 (1947)
- 2 романсу для скрипки і фортепіано (1947)
- Соната для кларнета і фортепіано № 1 Quasi una sonata (1949)
- «Польська сюїта» (Polska suita) для скрипки і фортепіано (1950)
- Струнний квартет № 3 (1953)
- Духове тріо (1953)
- Сюїта для кларнета і фортепіано (1953)
- Фортепіанний квінтет № 2 (1954)
- Фортепіанний квартет (1954)
- Прелюдія g-moll для скрипки і фортепіано (1954)
- Соната для кларнета і фортепіано № 2 (1959)
- Соната для кларнета і фортепіано № 3 Romantica (1959)
- «Польська сюїта» (Polska suita) для флейти та фортепіано (1964)
- 3 мазурки для скрипки і фортепіано (1954)
- Імпровізація для тенорового тромбона (1966)
- «Сілезький танець» (Taniec śląski) для скрипки і фортепіано (1967)
- «Споглядальна сюїта № 1» (I Suita kontemplacyjna) для тромбона і фортепіано (1968)
- «Величний полонез» (Polonez majestatyczny) для туби і фортепіано (1969)
- Danse a l'antique (фр. Танець в старовинному стилі; для флейти та фортепіано (1970)
- «Думки» (Myśli) для скрипки і фортепіано (1971)
- Хорал для 4 тромбонів (1972)
- Сюїта для 4 тромбонів і великого барабана (1972)
- Імпровізація і полонез для кларнета і фортепіано (1973)
- Ноктюрн G-dur для віолончелі та фортепіано (1974)
- Andante molto для кларнета і фортепіано (1974)
- Мазурка g-moll для альта і фортепіано (1975)
- Сюїта для 4 тромбонів (1976)
- 2 п'єси для 3 тромбонів (1976)
- «Коли вранці піднімається зоря» (Kiedy ranne wstają zorze)[3] для 2 кларнетів, 2 фаготів, контрафагот, литавр і тарілок (1976)
- Дует-романс (Duet-romanza) для 2 тромбонів (1976).

### Твори для фортепіано
- «Сумна повість» (Smutna opowieść; 1910)
- «Старосвітська сюїта» (Suita staroświecka; 1927)
- Етюд в секундах, тв. 53 (1928)
- «Морська повість» (Opowieść morska; 1943)
- Інтродукція та балада (1948)
- 18 мініатюр, тв. 154 (1950)
- 50 двоголосних мініатюр (50 miniatur dwugłosowych; 1966)
- 50 романтичних п'єс: прелюдії, мазурки (50 utworów romantycznych: preludia, mazurki; 1966)
- Quasi Notturno (1969)
- «Трагічна прелюдія» (Preludium tragiczne; 1969)
- Романс і Vita Dolorosa (1975)
- «Дуже сумні думки» (1976)
- Мазурки, більше 160
- Прелюдії, більше 180

### Твори для органу
- Музика для святої меси (Muzyka w czasie Mszy świętej; 1944)

### Пісні для голосу з фортепіано
- «Ангел» (Anioł), слова Михайла Юрійовича Лермонтова (1909)
- «Молитва» (Modlitwa), слова Леопольда Стаффа (1913)
- «Черкеська пісня» (Pieśń czerkieska), слова Михайла Юрійовича Лермонтова (1922)
- «Перемога» (Zwycięstwo), слова Рабіндраната Тагора (1925)
- «Дивні очі» (Cudne oczy), слова Казімєжа Пшерми-Тетмайра (1928)
- «Pamiętam ciche, jasne, złote dnie …» (слова Казімєжа Пшерми-Тетмайра (1928)
- «Майська ніч» (Noc majowa), слова Казімєжа Пшерми-Тетмайра (1928)
- «Осіння пісня» (Chanson d'automne), слова Поля Верлена (1933)
- «Дивні очі» (Cudne oczy), перша версія (1967)
- «Зірки в твоєму волоссі» (Gwiazdy w twych włosach; 1969)
- «Через джунглі і ліси» (Przez dżungle i puszcze; 1969)
- «Два» (Dwa; 1969)